# Extracteur de goujon

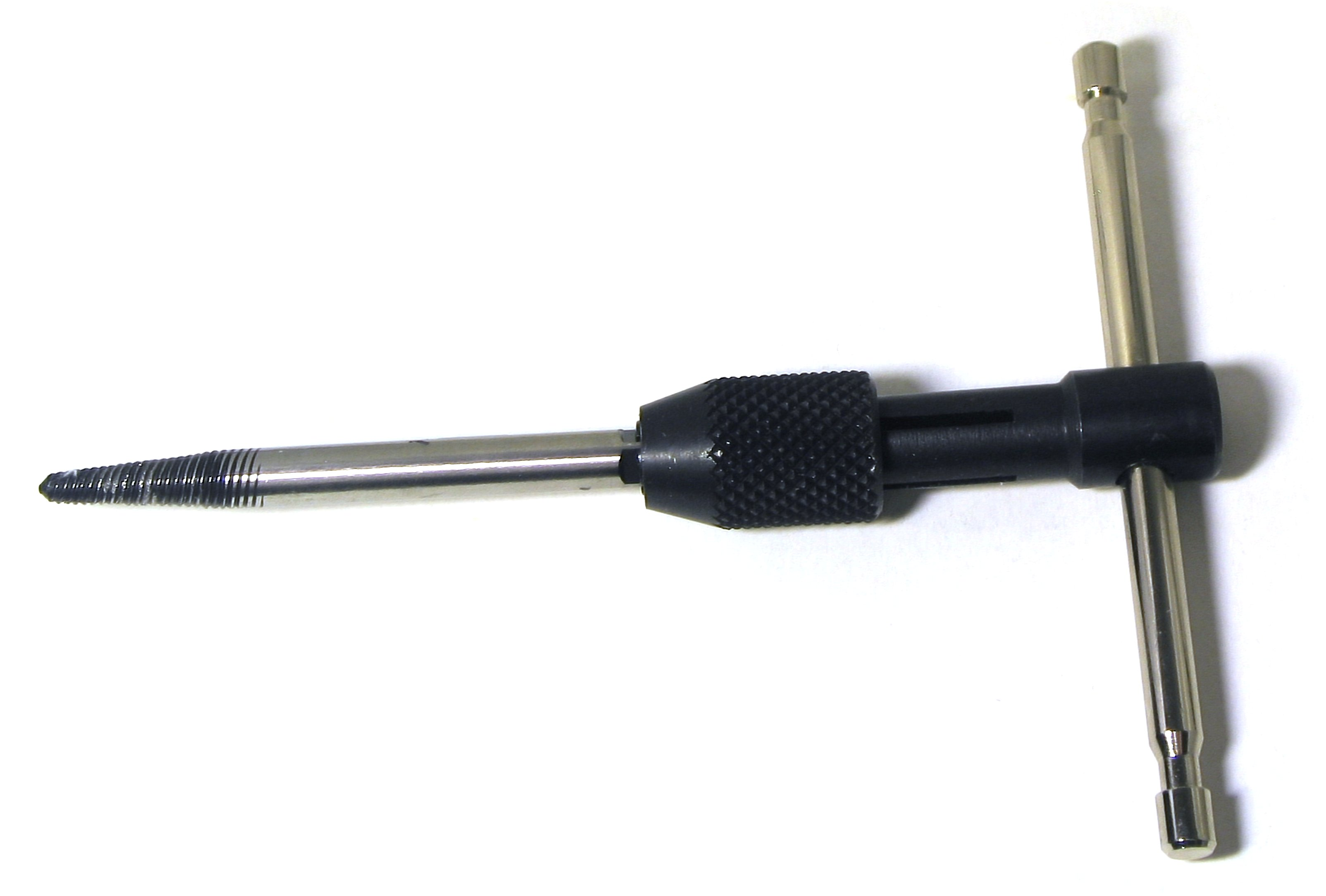
Extracteur de goujon monté dans un tourne-à-gauche.

Pour les articles homonymes, voir Extracteur.
L'extracteur de goujon, ou extracteur de vis, est un outil qui permet d'extraire de leurs logements des vis ou goujons lorsqu'ils sont cassés et qu'ils ne peuvent plus être dévissés à l'aide d'une clef. Il en existe deux types : l'extracteur à cannelure hélicoïdale à gauche et l'extracteur droit. Ils sont aussi de plusieurs tailles en rapport avec les normes ISO (Normes ISO 4032 / NF EN 24032 / DIN EN 24032) (identifiées : M6, M8, M10, etc.). Ils s'utilisent avec un tourne-à-gauche où ils se fixent par l'emmanchement carré situé à leur extrémité.

## Extracteur à cannelure hélicoïdale à gauche

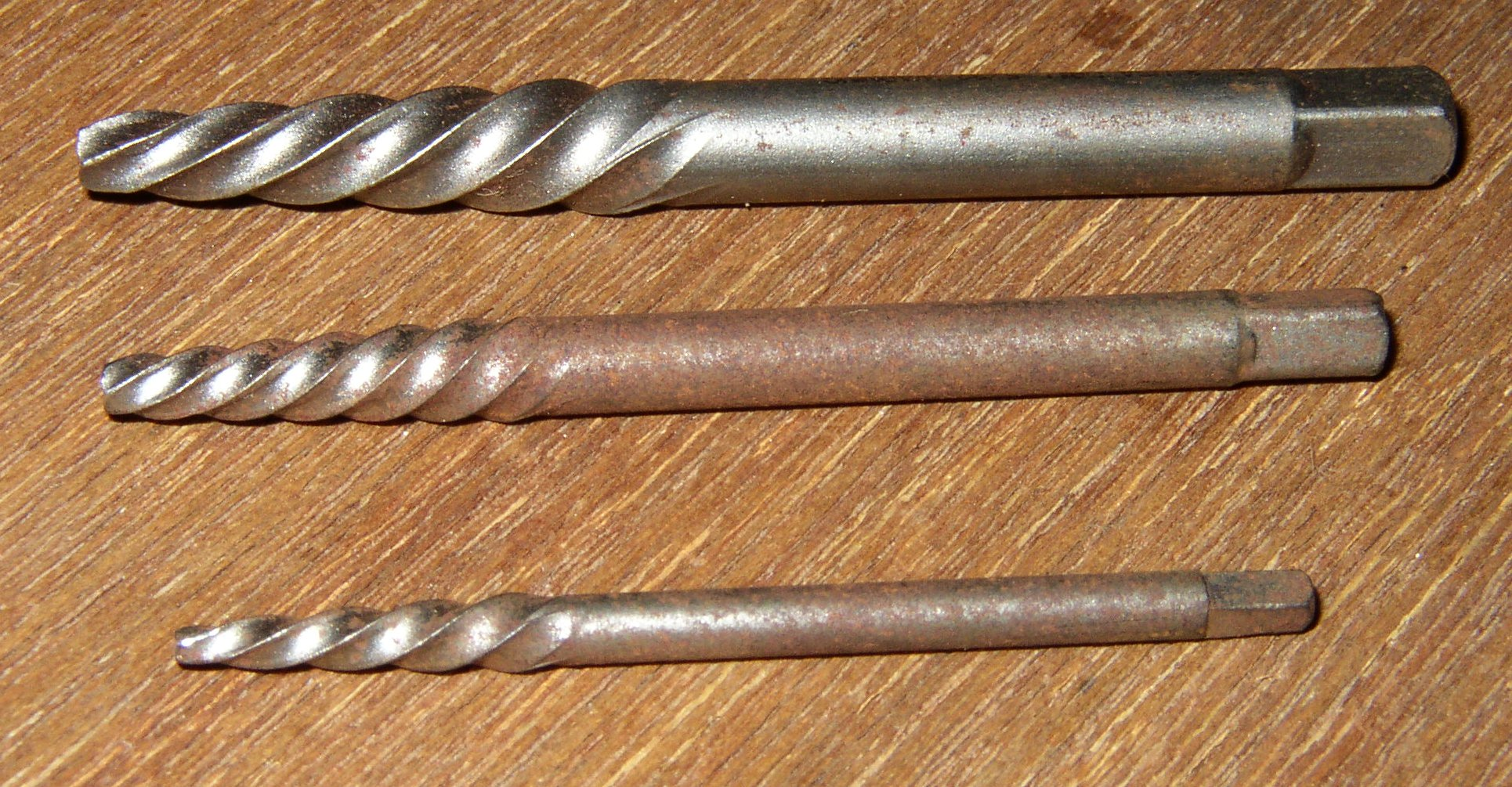
Extracteurs de vis à cannelure hélicoïdale à gauche.

Il se présente sous la forme d'une vis conique, mais possédant un pas hélicoïdal à gauche, ce qui nécessite un alésage de la pièce à extraire avec un foret pour insérer l'extracteur : c'est au moment où il vient en butée et qu'il agrippe, que l'on peut extraire la pièce par dévissage : le vissage de l'extracteur - dans le sens anti-horaire - a pour effet de desserrer la vis à extraire.

## Extracteur droit

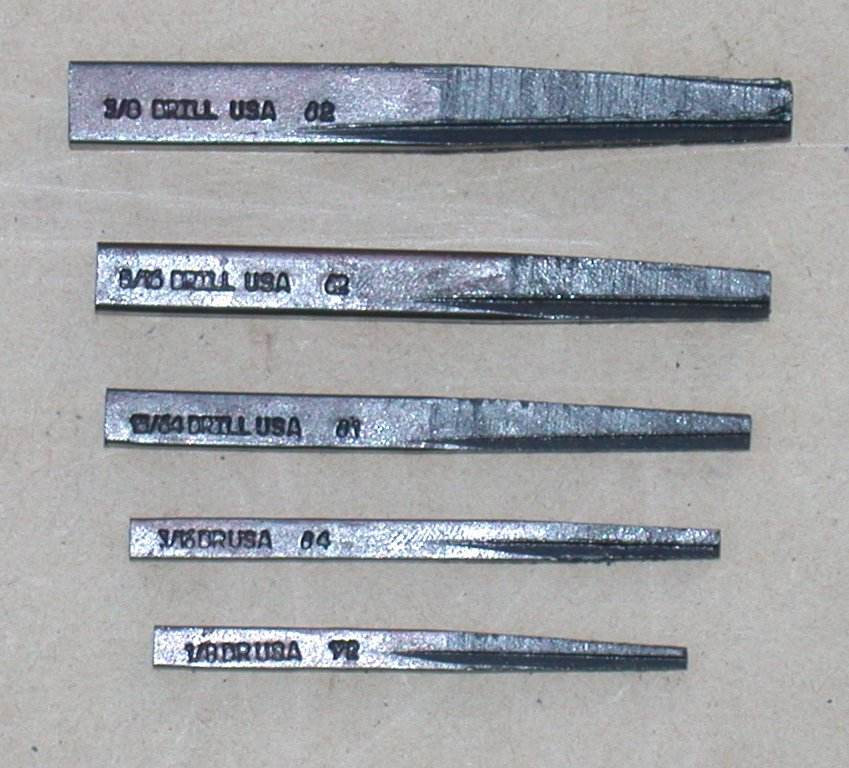
Extracteurs droits.

Cet extracteur nécessite également un alésage de la pièce à extraire avec un foret, mais l'extracteur est inséré en le frappant avec un marteau en laiton, afin de ne pas le briser.